# Plastie de Duhamel

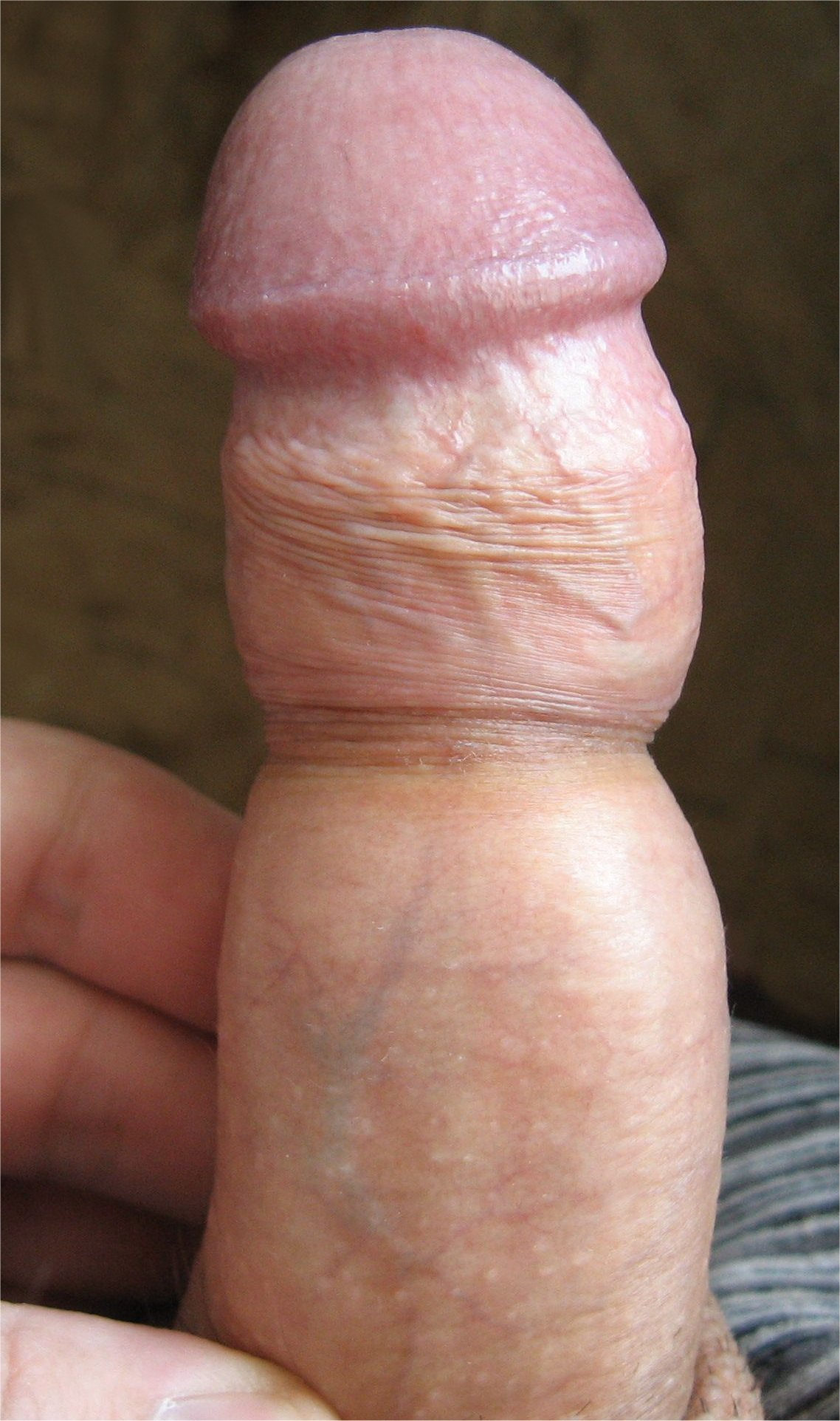
Cas de phimosis pouvant nécessiter une préputioplastie.

La plastie de Duhamel (« plastie dorsale du prépuce » aussi appelée « préputioplastie ») est une opération bénigne d'élargissement du prépuce permettant de traiter les cas de phimosis sans avoir recours à une circoncision.
L'opération consiste en une légère incision du prépuce afin de l'élargir et de le rendre entièrement rétractile.
Contrairement à la circoncision, cette opération a pour avantage de conserver le prépuce et d'être donc moins agressive et non traumatique. L'opération peut être effectuée sous anesthésie locale.

Procédure
Figure 1 : phimosis (prépuce étroit non retractile).
Figure 2 : prépuce rétracté sous anesthésie et incision (AB)
Figure 3 : suture de l'incision
Figure 4: Prépuce légèrement élargi et donc rétractile.